# Hirofumi Ikebata
Hirofumi Ikebata –en japonés, 池端宏文, Ikebata Hirofumi– (21 de agosto de 1992) es un deportista japonés que compitió en natación. Ganó dos medallas en el Campeonato Pan-Pacífico de Natación de 2014, plata en 4 × 100 m estilos y bronce en 100 m mariposa.

## Palmarés internacional
| Campeonato Pan-Pacífico | Campeonato Pan-Pacífico | Campeonato Pan-Pacífico | Campeonato Pan-Pacífico |
| Año                     | Lugar                   | Medalla                 | Prueba                  |
| ----------------------- | ----------------------- | ----------------------- | ----------------------- |
| 2014                    | Gold Coast (Australia)  | Medalla de plata        | 4 × 100 m estilos       |
| 2014                    | Gold Coast (Australia)  | Medalla de bronce       | 100 m mariposa          |